# ЕвроХим

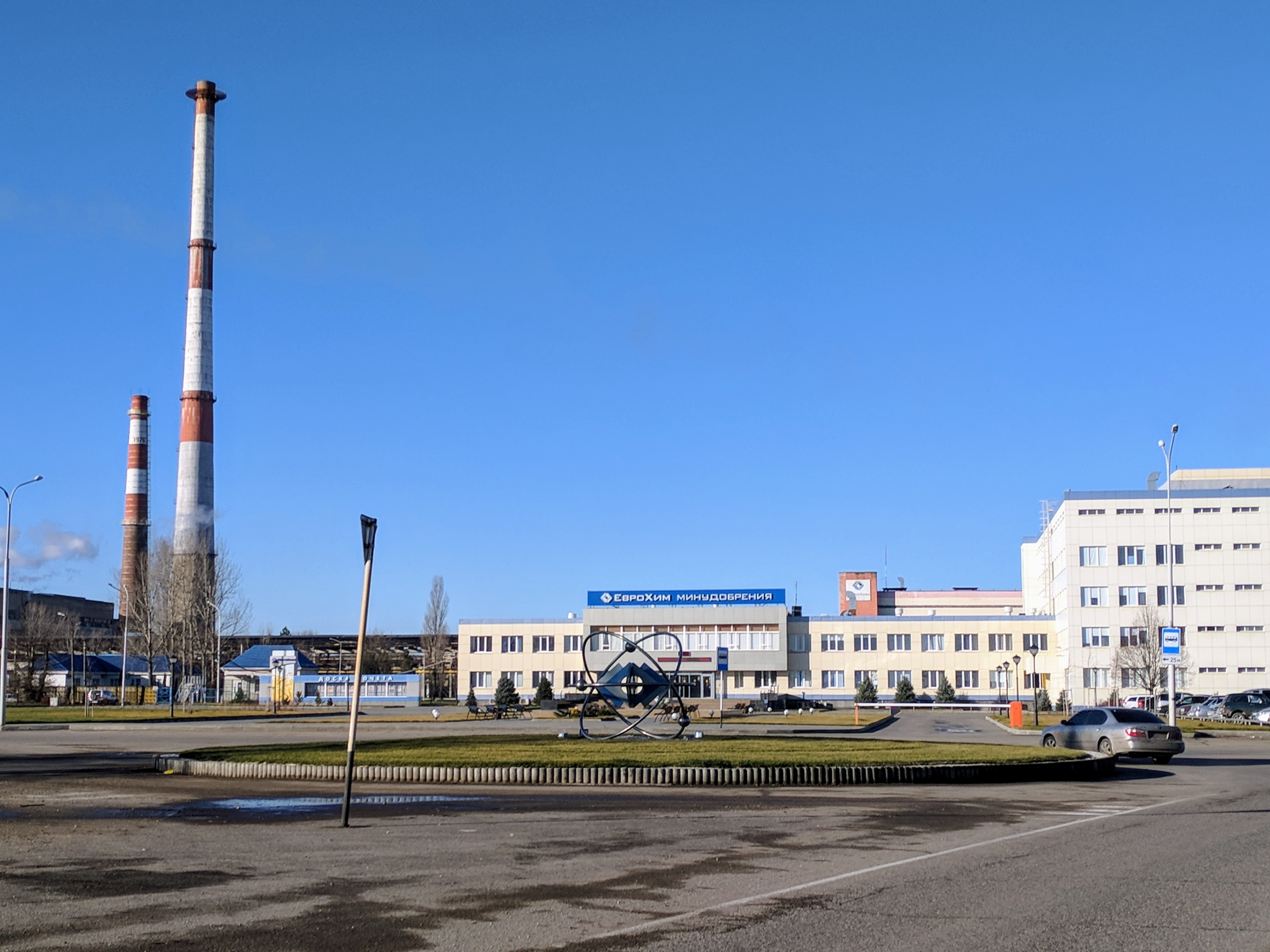
ООО ЕвроХим — Белореченские минудобрения, до вхождения в состав ЕвроХим носило название Краснодарский химический завод

«ЕвроХи́м» (EuroChem Group AG) — международная химическая компания, основные производственные активы которой расположены в России, Бельгии, Литве и Китае. Крупнейший в России производитель минеральных удобрений, входит в пятёрку крупнейших мировых производителей удобрений. Штаб-квартира группы — в Цуге (Швейцария), главный офис российской компании АО «МХК „ЕвроХим“» — в Москве. Компания основана в 2001 году. Кроме производства удобрений компания ведёт также добычу железной руды.

## История
Компания была основана в 2001 году Андреем Мельниченко и Сергеем Поповым. В 2002 году были куплены заводы по производству азотных и фосфатных удобрений и карьеры по добыче апатитов, железорудных, бадделеитовых концентратов. В 2005 году был куплен литовский завод Lifosa.
Одно из ключевых предприятий «ЕвроХима», Новомосковский Азот, стало крупнейшим в Европе заводом по производству карбамида, где впервые в России было начато производство гранулированного карбамида. Новые современные производственные мощности были построены с нуля в Невинномысске (включая первую установку по производству меламина в России) и Ковдоре (включая комплекс по переработке апатит-штаффелитовых руд). В порту Силламяэ (Эстония) были открыты терминалы, был модернизирован глубоководный морской порт в Мурманске.
«ЕвроХим» приобрёл лицензии на освоение калийных месторождений в Волгограде (2005) и Перми (2008) для создания двух крупных калийных комбинатов.
В 2015 году «ЕвроХим» перенёс головной офис в Швейцарию для привлечения капитала для инвестиционных проектов и обеспечения международного роста. В 2016 году «ЕвроХим» инвестировал в Agrinos, компанию по производству органического питания растений. Также 2016 году был куплен контрольный пакет акций бразильского дистрибьютера удобрений Fertilizantes Tocantins, в 2020 году были выкуплены оставшиеся акции.
В 2019 году компания запустила завод «ЕвроХим Северо-Запад» по производству аммиака в Кингисеппе (Россия), мощностью 1 млн тонн продукции в год, полностью покрыв внутренние потребности в аммиаке. Инвестиции составили около $1 млрд. В 2020 г. компания одобрила строительство нового проекта — «ЕвроХим Северо-Запад 2» по производству аммиака мощностью 1,1 млн тонн и карбамида мощностью 1,4 млн тонн на соседней площадке в Кингисеппе (Россия). Объём инвестиций — более $1,5 млрд.
Компания производит специализированные удобрения, включая удобрения пролонгированного действия, и реализует два крупных калийных проекта с планируемым производством более 8,3 миллиона тонн калийных удобрений в год, что соответствует 10 % от их мирового производства. В 2020 году, Усольский калийный комбинат «ЕвроХима» произвел 2,223 млн тонн калия.
Основной бенефициар и член совета директоров «ЕвроХима» до санкций марта 2022 года — российский предприниматель Андрей Мельниченко. Имя нового основного бенефициара компании не раскрывается. В марте 2022 года вместо Владимира Рашевского новым генеральным директором «Еврохима» назначен Сергей Твердохлеб.
В 2024 году «ЕвроХим» запустил в Бразилии комплекс по производству фосфорных удобрений мощностью 1 млн тонн в год.

## Активы и деятельность
В состав компании входят следующие основные производственные предприятия:
- ООО «ЕвроХим-БМУ» (Белореченск, Краснодарский край, РФ) — выпускает фосфорные и комплексные удобрения.
- НАК «Азот» (Новомосковск, Тульская область, РФ) — производит азотные удобрения и карбамид.
- ООО «ЕвроХим-Энерго» (Новомосковск, Тульская область, РФ) — бесперебойное электроснабжение, поставка биржевого природного газа, предоставление услуг по энергосбережению и энергоаудиту.
- «Невинномысский азот» (Невинномысск, Ставропольский край, РФ) — производит удобрения и индустриальные продукты, включая аммиак, азотные и комплексные удобрения, промышленные газы, а также широкий спектр продуктов органического синтеза.
- «ЕвроХим-Северо-Запад» (Кингисепп, Ленинградская область, РФ) — производит аммиак.
- «Фосфорит» (Кингисепп, Ленинградская область, РФ) — выпускает фосфорные удобрения и кормовые фосфаты.
- ОАО «Ковдорский горно-обогатительный комбинат» (Ковдор, Мурманская область, РФ) — выпускает апатитовый концентрат — сырье для производства фосфорных удобрений, железорудный и бадделеитовый концентраты.
- «ЕвроХим-Усольский калийный комбинат» (Усолье, Пермский край, РФ). Осваивает Верхнекамское месторождение калийно-магниевых солей.
- «ЕвроХим-ВолгаКалий» (Котельниково, Волгоградская область, РФ). Осваивает Гремячинское месторождение калийных солей.
- «ЕвроХим-Удобрения» (Жамбыл, Казахстан) добывает фосфоритоносную руду. Осваивает производство минеральных удобрений и индустриальных продуктов.[23]
- «ЕвроХим-Каратау» (Казахстан) — производит фосфорные удобрения (фосфоритная мука).[24]
- AB Lifosa (Кедайняй, Литва) — крупнейший производитель фосфорных удобрений в странах Балтии.
- EuroChem-Migao (Китай) — производит калийную селитру и комплексные удобрения.
- EuroChem Antwerpen (Антверпен, Бельгия) — производитель азотной кислоты, комплексных удобрений, нитрофосфорной кислоты.
- EuroChem Serra do Salitre (г. Серра-ду-Салитри, Бразилия) - производство фосфорных удобрений в городе Серра-ду-Салитри, Бразилия.

### Показатели деятельности
Выручка компании по МСФО в 2020 году — 6,2 млрд долларов (в 2019 году — 6,2 млрд долларов), чистая прибыль — 1,2 млрд долларов (в 2019 —1 млрд долларов), EBITDA — 1,8 млрд долларов (в 2019 году — 1,5 млрд долларов).
Выручка за 2021 год составила 10,2 млрд долларов, из них 23 % пришлось на Бразилию, 17 % — на США, 13 % — на Россию, 6 % — на Китай, на другие страны — 41 %.
МХК «ЕвроХим», консолидирующая российские активы группы «ЕвроХим», в 2022 году увеличила чистую прибыль по РСБУ в 2,5 раза, до 107 млрд рублей. Выручка выросла почти в 6 раз, до 51,7 млрд рублей. Общий долг компании на конец года вырос в 1,9 раза до 390,6 млрд рублей. В том числе переданные швейцарской головной структурой группы — Eurochem Group AG — обязательства перед банками на 24,8 млрд рублей со сроком погашения в 2024 году. Отчетность «ЕвроХима» по РСБУ не отражает показатели всей группы. Выручка «Усольского калийного комбината», «Волгакалия», заводов «Фосфорит» и «Белореченские минудобрения» выросла, у «Ковдорского ГОКа» и «ЕвроХим-Северо-Запад» снизилась. «Невинномысский Азот» и «Новомосковский Азот» не публиковали отчетность за 2022 год.
Рейтинговое агентство «Эксперт РА» присвоило в 2018 году АО «Минерально-химическая компания ЕвроХим» рейтинговую оценку ruA+ со стабильным прогнозом, в 2021 году рейтинг был повышен до ruAA, в 2023 — до ruAA+, подтверждён в 2024 году. Рейтинг отозван в 2025 году.
В 2020 году рейтинговое агентство АКРА присвоило АО «ЕвроХим» рейтинговую оценку AA-(RU) со стабильным прогнозом. В 2021 году рейтинг был повышен до AA+ (RU) и ежегодно подтверждался (2022-2024). Рейтинг отозван в 2025 году.